# Cristaserolis similis
Cristaserolis similis är en kräftdjursart som först beskrevs av Moreira 1974.  Cristaserolis similis ingår i släktet Cristaserolis och familjen Serolidae. Inga underarter finns listade i Catalogue of Life.